# Immeuble Metrópolis
L’immeuble Metrópolis (en espagnol : Edificio Metrópolis) est un bâtiment de la ville de Madrid, en Espagne.

## Situation
Situé dans l'arrondissement du Centre, l'immeuble s'élève au carrefour de la rue d'Alcalá et de la Gran Vía. Si sa façade nord est située le long de la Gran Vía, son adresse exacte est le 39, rue d'Alcalá.

## Histoire

### Avant la construction de l'immeuble
L'emplacement de l'immeuble était occupé par la pension de la Croix-de-Malte, fréquentée par plusieurs célébrités historiques, dont Wilhelm von Humboldt, puis devenue pension de l'Amitié où logea notamment Théophile Gautier.

### Construction
L'immeuble est construit à partir de 1907 sur un terrain libéré pendant la construction de la Gran Vía, à la suite de l’effondrement de la « Casa del Ataúd » (littéralement, « la maison du cercueil », elle était appelée ainsi à cause de l'étroitesse du terrain sur laquelle elle se situait), entre les rues d'Alcalá et du Caballero de Gracia (es).
Bâti sur les plans des architectes français Jules Février et son fils Raymond, pour la compagnie d'assurance La Unión y el Fénix (es), il est achevé en 1910 par l'architecte espagnol Luis Esteve Fernández-Caballero et inauguré le 21 janvier 1911.
Acquis en 1972 par la compagnie d'assurances Metrópolis, il est restauré en 1996.

## Architecture

### Plan
Sur un plan de forme à peu près triangulaire, l'immeuble s'articule autour d'une rotonde qui marque le carrefour, d'où s'étirent deux façades, l'une au sud le long de la rue d'Alcalá et la seconde qui donne sur la Gran Vía au nord.

### Façades

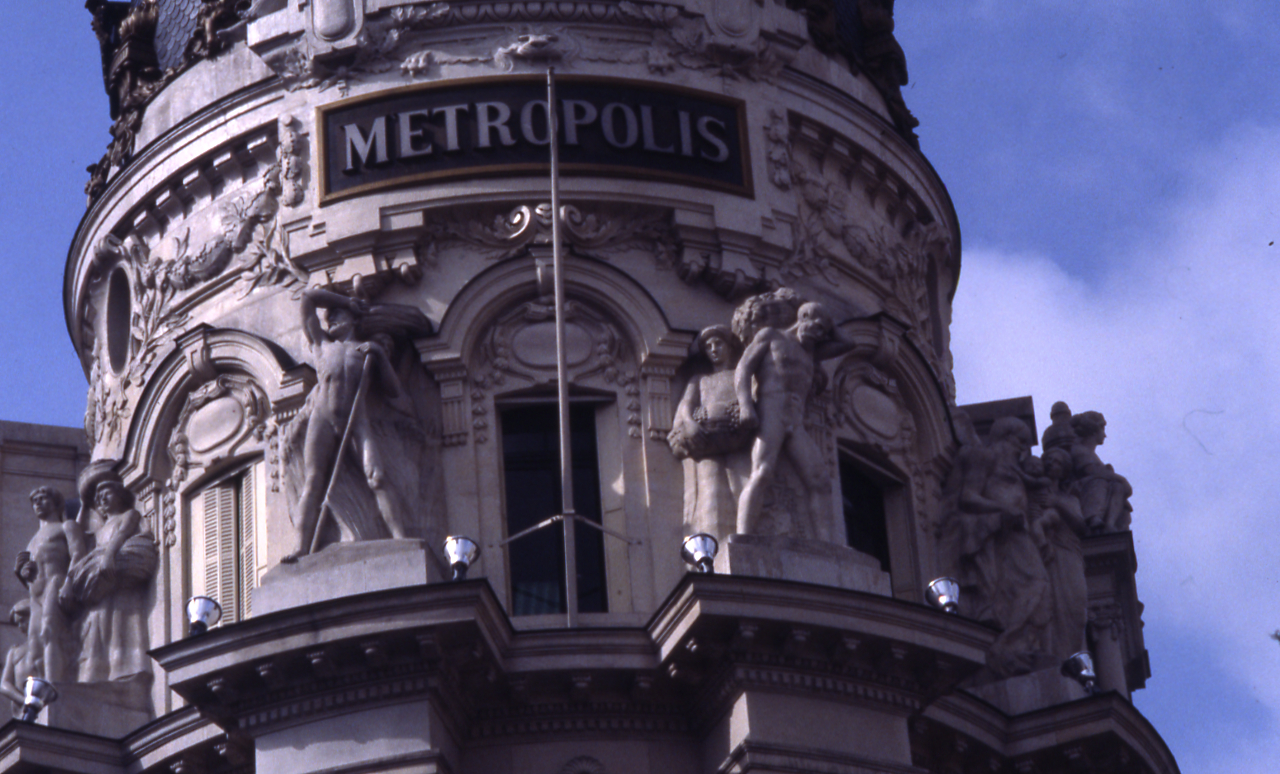
Détail photographié par Paolo Monti

### Rotonde
Au-dessus de l'austère rez-de-chaussée, les deux premiers étages de la rotonde sont flanqués de colonnes corinthiennes doubles qui soutiennent un entablement servant de piédestal aux statues allégoriques du commerce, de l'agriculture, de l'industrie et de l'industrie minière, dues aux sculpteurs Mariano Benlliure, Paul Landowski et De Lambert[Qui ?].
Le dôme de style pompier qui la couronne est couvert d'ardoise et décoré d'incrustations dorées. Il était surmonté à l'origine par une statue allégorique en bronze du phénix, symbole de la compagnie, portant une figure humaine au bras levé qui représente la personne sauvée par la compagnie d'assurances auprès de laquelle elle a souscrit son contrat (ce n'est donc pas l'enlèvement de Ganymède par l'aigle de Zeus malgré la ressemblance générale), réalisée par le sculpteur René de Saint-Marceaux.
Au moment de la vente de l'immeuble, les anciens propriétaires décident de retirer et de conserver la statue qui est depuis installée dans le jardin du siège de la Mutua Madrileña, au numéro 33 du Paseo de la Castellana. Elle est par la suite remplacée par une autre qui représente la victoire ailée, œuvre de Federico Coullaut-Valera.

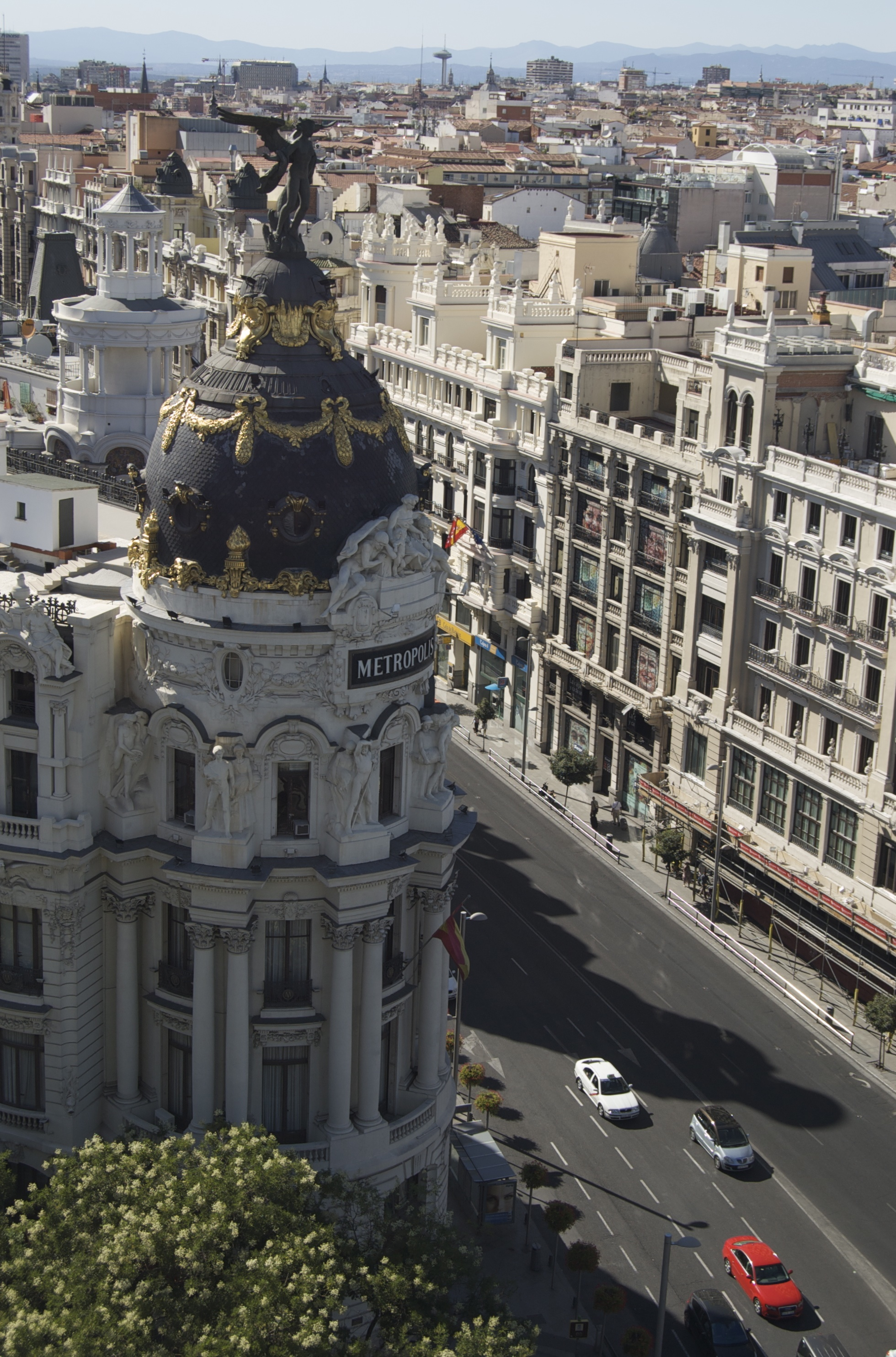
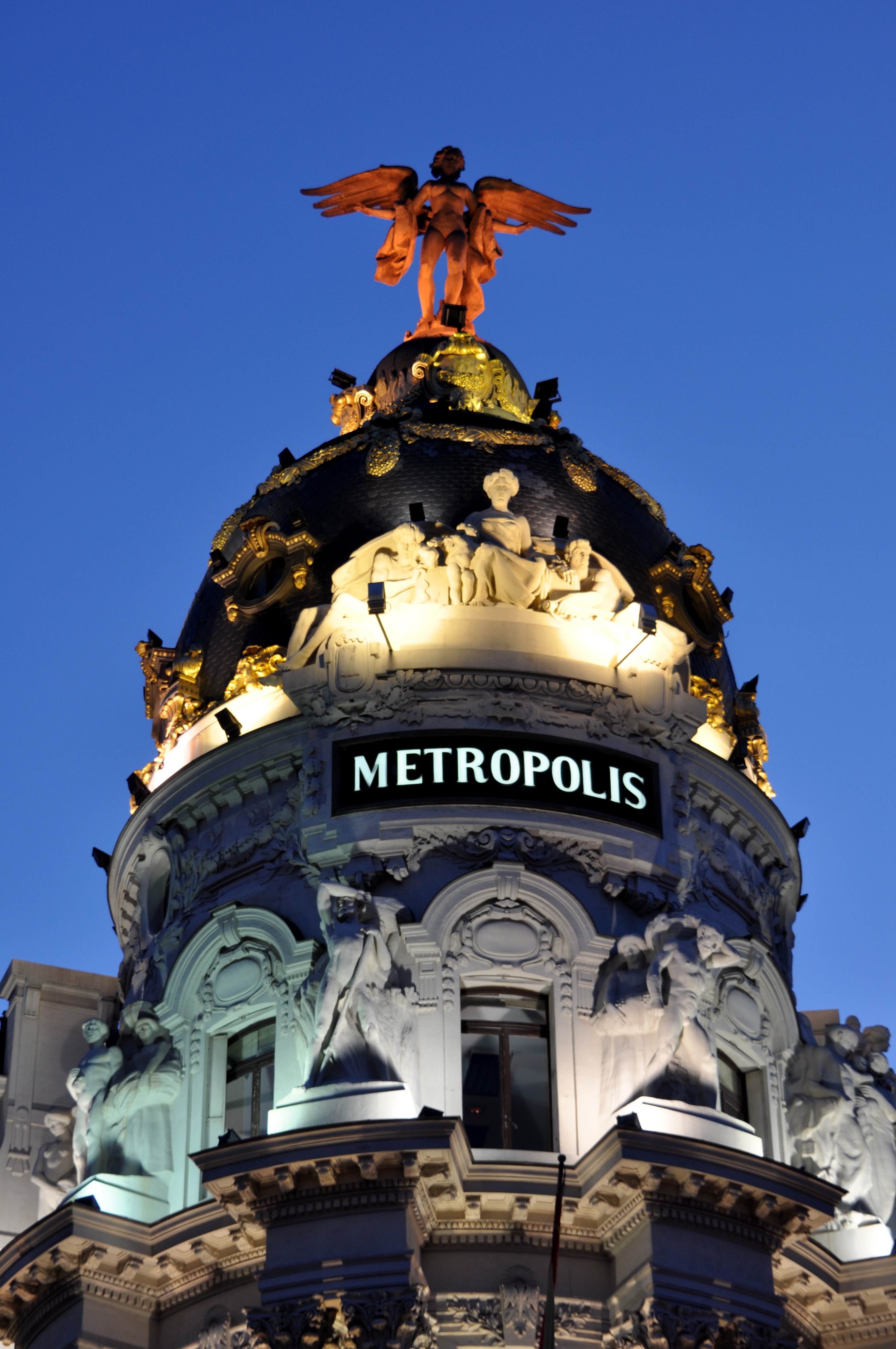
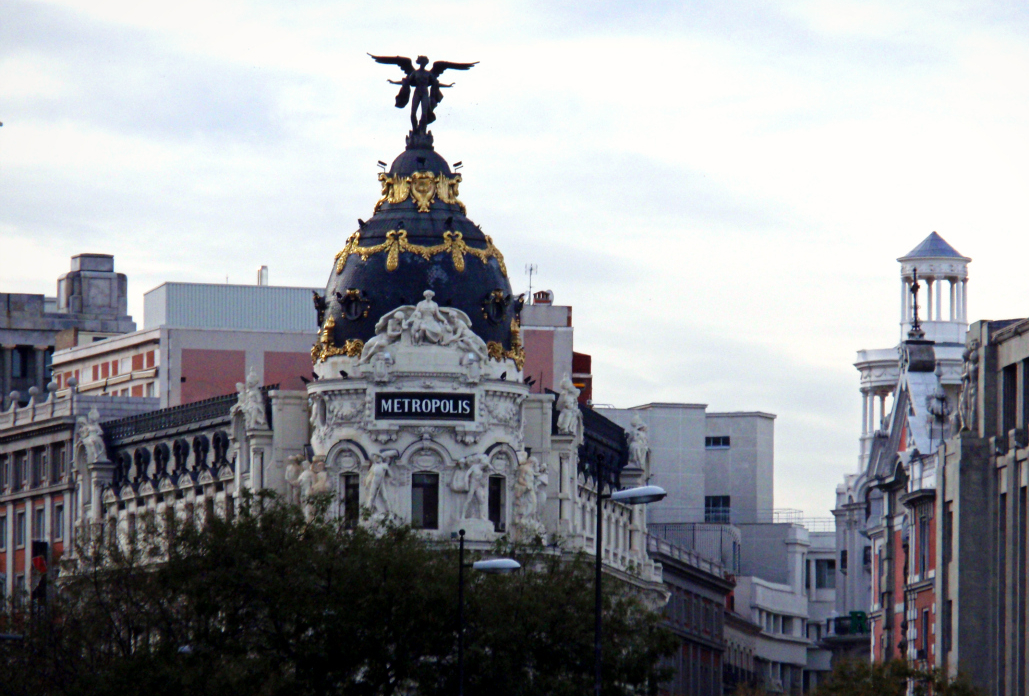
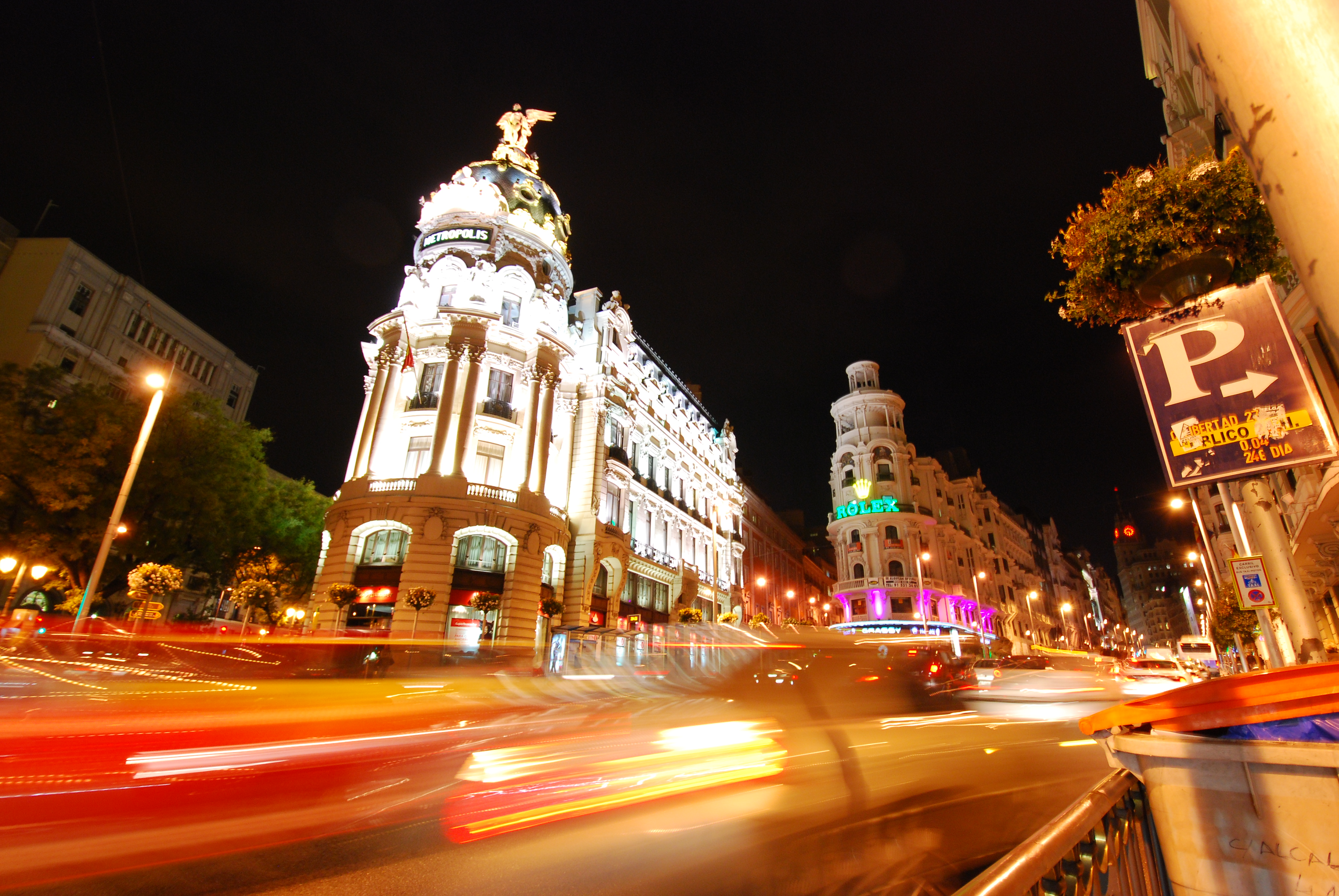
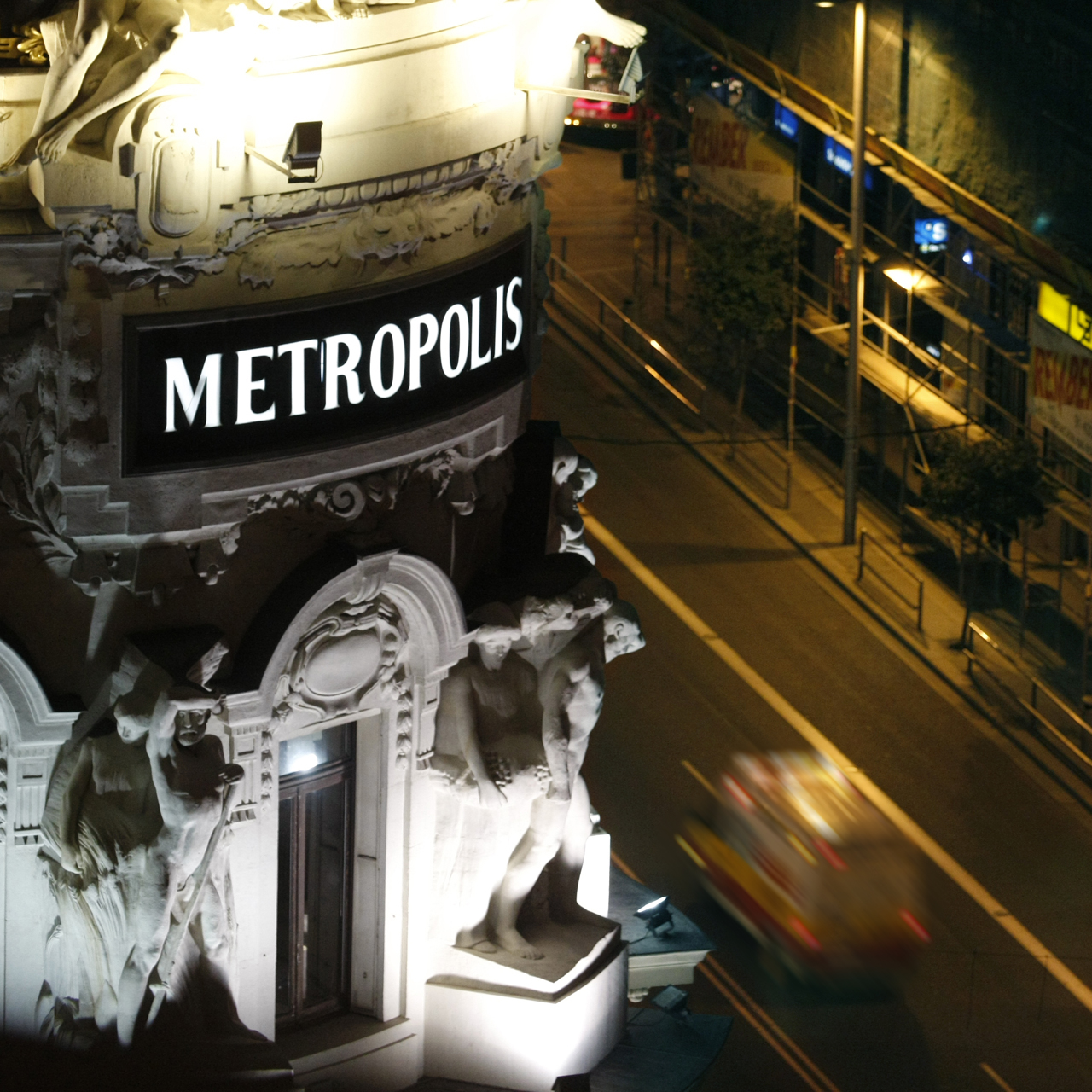
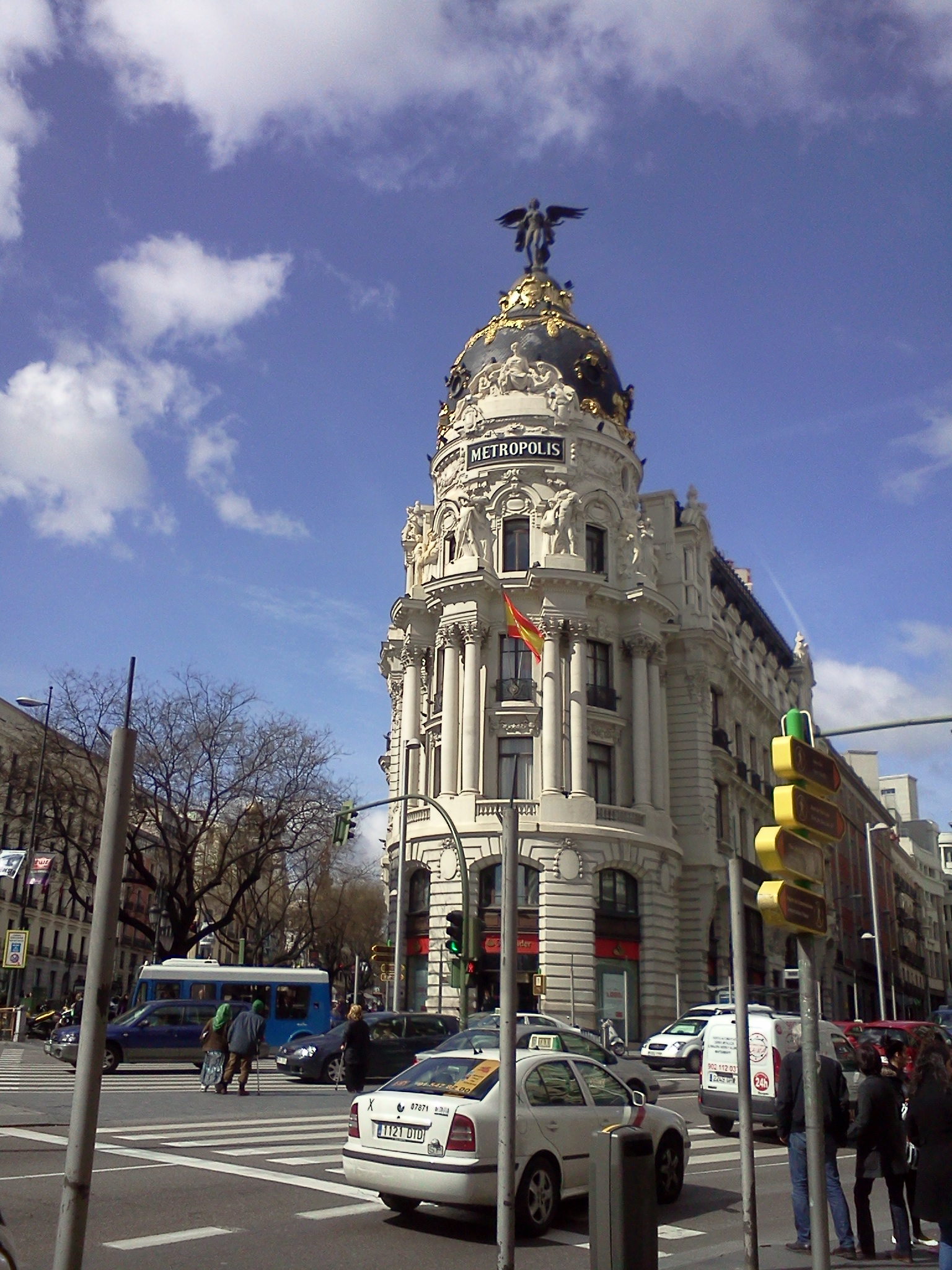